# Robert Brandon
Robert N. Brandon é um professor doutor de filosofia e biologia, catedrático da Duke University, especialista nas áreas de filosofia da biologia e lógica
Obteve seu Ph.D. em 1979, em Harvard e no mesmo ano ingressou na Faculdade de Filosofia de Duke.  Publicou artigos nas áreas de filosofia da ciência, história da ciência, biologia e filosofia.

## Livros

### Autor
- Adaptation and Environment (Princeton University Press,  1990)
- Concepts and Methods in Evolutionary Biology (Cambridge Studies in Philosophy and Biology, 1996).

### Editor
- Integrating evolution and development : from theory to practice com Roger Sansom (Cambridge, Mass. : MIT Press, 2007)
- Genes, Organisms, Populations: Controversies over the Units of Selection (Bradford Books, MIT Press, 1984), com Richard Burian.